# Arrivederci, Dimas
Arrivederci, Dimas (Los jueves, milagro) è un film del 1957 diretto da Luis García Berlanga. 
Al suo quinto lungometraggio, il regista spagnolo, in un'epoca in cui risultava molto difficile fare un film con qualunque visione critica, dirige una commedia corrosiva che attacca la società tradizionale e repressiva con una religione lontana dal popolo. Magnificamente interpretata, con essa Berlanga ebbe qualche vicissitudine censoria che aveva colpito anche il precedente lungometraggio, Benvenuto, Mister Marshall!.